# Boophis elenae
Boophis elenae is een kikker uit de familie gouden kikkers (Mantellidae). De soort werd voor het eerst wetenschappelijk beschreven door Franco Andreone in 1993. De soort behoort tot het geslacht Boophis. De soortaanduiding elenae is een eerbetoon aan Elena Gavetti.

## Leefgebied
De kikker is endemisch in Madagaskar. De soort komt voor in Centraal-Madagaskar en onder andere in nationaal park Ranomafana en de subtropische bossen van Madagaskar en leeft op een hoogte tussen de 900 en 1000 meter boven zeeniveau.

## Beschrijving
De soort is gemiddeld 40 tot 46 millimeter lang, of soms langer. De bovenzijde is groen en de onderzijde witachtig met blauwachtige reflecties.

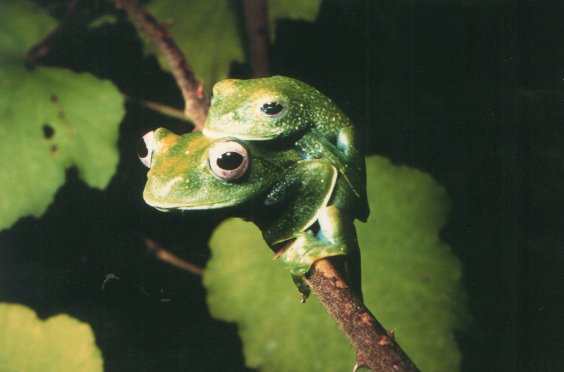
Boophis elenae, amplexus.